# 고흥겸
고흥겸(高興謙, 1893년 9월 11일 ~ 1939년 8월 14일)은 일제강점기의 조선귀족이다. 본관은 제주이며 본적은 경성부 통인정이다.

## 생애
고희경의 장남으로 태어났으며 1917년 도쿄 농과대학을 졸업했다. 1922년 10월까지 일본 농상무성 기사로 재직했고 경성부에서 목장을 경영했다. 1928년 11월 16일 일본 정부로부터 쇼와 대례 기념장을 받았으며 1934년 6월 1일 자신의 아버지였던 고희경이 받은 백작 작위를 승계받았다.
1937년 8월 25일 전쟁 협력 단체인 동요회(同耀會) 결성에 참여하는 한편 조선총독부에 국방헌금 1만원을 헌납했다. 1938년 조선신궁에서 열린 세단제(1월 1일), 기원절제(2월 11일), 명치절제(11월 3일)에서 조선귀족 대표로 참석했고 1939년 조선귀족회 이사를 지냈다. 그의 작위는 장남 고중덕이 습작했다.
친일파 708인 명단의 조선귀족 부문, 민족문제연구소의 친일인명사전 수록자 명단의 수작/습작 부문, 친일반민족행위진상규명위원회가 발표한 친일반민족행위 705인 명단에 포함되었다.

## 참고자료
- 친일반민족행위진상규명위원회 (2009). 〈고흥겸〉. 《친일반민족행위진상규명 보고서 Ⅳ-1》. 서울. 444~451쪽.